# Cethlenn
 (signalé en juin 2025).
Si vous disposez d'ouvrages ou d'articles de référence ou si vous connaissez des sites web de qualité traitant du thème abordé ici, merci de compléter l'article en donnant les références utiles à sa vérifiabilité et en les liant à la section « Notes et références ».
- Archive Wikiwix
- Bing
- Cairn
- DuckDuckGo
- E. Universalis
- Gallica
- Google
- G. Books
- G. News
- G. Scholar
- Persée
- Qwant
- (zh) Baidu
- (ru) Yandex
- (wd) trouver des œuvres sur Wikidata

Cethlenn, dans la mythologie celtique irlandaise, est une prophétesse (banfaith), épouse de Balor, le chef des Fomoires. Ils ont une fille nommée Eithne.

## Mythologie
Cethlenn prédit la défaite des Fomoires face aux Tuatha Dé Danann (les gens de la tribu de Dana, c’est-à-dire les dieux de l’Irlande). Effectivement, lors de la bataille de Mag Tured (Cath Maighe Tuireadh), le dieu Lug vient à Balor, charmeur et bavard, si bien que ce dernier tient à voir sa tête. Dès que la paupière de son œil unique est soulevée, il reçoit une pierre de fronde qui lui arrache le globe oculaire et le projette parmi les guerriers de son camp. Il en tue involontairement des milliers, assurant la victoire de ses ennemis, les Tuatha Dé Danann. Durant la bataille, elle parvient néanmoins à blesser le Dagda.
Cethlenn a donné son nom à la ville d’Enniskillen (Inis Ceithleann en irlandais), dans le comté de Fermanagh (Ulster - Irlande du Nord).